# Kaczkowice
Kaczkowice – wieś w Polsce położona w województwie świętokrzyskim, w powiecie kazimierskim, w gminie Bejsce.
| SIMC    | Nazwa      | Rodzaj    |
| ------- | ---------- | --------- |
| 0227011 | Łysa Góra  | część wsi |
| 0227028 | Mechelówka | część wsi |
| 0227034 | Podgaje    | część wsi |
| 0227040 | Przecinka  | część wsi |
| 0227057 | Zarzecze   | część wsi |

W latach 1975–1998 miejscowość administracyjnie należała do województwa kieleckiego.

## Historia
W wieku XIX wieś opisano jako: Kaczkowice, wieś i folwark powiat pińczowski, gmina Dobiesławice, parafia Gorzków, w położeniu górzystem.
W 1827 r. było tu 20 domów i 151 mieszkańców
Folwark Kaczkowice rozległość wynosi mórg 317, grunta orne i ogrody mórg 247, łąk mórg 22, lasu mórg 37, nieużytki i place mórg 11. Budynków drewnianych 8. 
Folwark ten w r. 1874 oddzielony został od dóbr Dobiesławice.

## Osoby związane z miejscowością
- Andrzej Wypych – biskup rzymskokatolicki pracujący w Stanach Zjednoczonych, biskup pomocniczy Chicago od 2011. Kaczkowice są jego rodzinną miejscowością[7].